# 日光寺 (愛知県設楽町)
日光寺（にっこうじ）は、愛知県北設楽郡設楽町田峯にある曹洞宗の寺院。

## 概要
山号は田峯山。本尊は釈迦牟尼仏。
田峯城を拠点とした田峯菅沼氏の菩提寺である。8月のお盆の時期には、田峯地区で死者の供養のための念仏踊りが行われる。日光寺では8月14日の御法楽（ごほうらく）や8月16日の餓鬼送りなどの行事が行われ、田峰観音では8月17日の田峰観音の盆などの行事が行われる。

## 歴史
中世後期の田峯には日光寺と田峰観音（高勝寺）の二つが存在した。日光寺の中興開山は南設楽郡新城の泉龍院の克補契嶽である。中興開山は田峯菅沼氏の菅沼定信であり、文明4年（1472年）には田峯菅沼家の菩提寺となった。宝飯郡豊川の曹洞宗寺院である豊川稲荷（妙厳寺）に属し、近世には宗判寺の扱いを受けていた。田峯村のみならず、折立村・筒井村・桑平新田・栗嶋村を統括しており、黒印除地15石4斗3升3合余があった。
江戸時代初期の正保元年（1644年）に日光寺が焼失した際、田峯の村人は天領だった段戸山の木を誤って伐採してしまった。これによって村人らは代官から盗伐の疑いをかけられたが、村人らが田峰観音に歌舞伎を奉納したところ、代官による検分の日には6月なのに降雪して切株が隠され、盗伐の罪を免れたという。これ以後、田峰観音の大祭では奉納歌舞伎が続けられている。
明治時代初期の廃仏毀釈の際には田峰観音が廃寺となり、日光寺の境外仏堂である大悲閣高山観音堂として管理された。

## 現地情報

### 所在地
- 441-2221：愛知県北設楽郡設楽町田峯寺前5

### アクセス
- JR飯田線 本長篠駅から豊鉄バス「田口行」で約30分。

### 周辺施設
- 田峰観音
- 田峯城
- 白鳥神社
- 設楽町立田峯小学校